# Discografia de Laputa
A discografia de Laputa consiste em 7 álbuns de estúdio, 4 EPs, 12 singles, 3 compilações, 8 vídeos e 2 demos. Formada em 1993, lançaram seu primeiro álbum em 1995, um ano depois do single de estreia "Watashi ga Kieru". O segundo se tornou seu primeiro álbum em uma grande gravadora, a Toshiba EMI, chamado Kagerō (1996). Ele foi seguido por Emadara (1997), que foi considerado um dos melhores de 1989 a 1998 em uma edição de 2004 da revista musical Band Yarouze. Os seguintes Jakō (1998) e Cakera (1999) conquistaram o top 10 da Oricon Albums Chart. Os dois últimos, Heaven (2001) e New Temptation (2002), chegaram a 50° posição na Oricon, devido à mudanças de estilo e de gravadora. Laputa então se separou em 2004.

## Discografia

### Álbuns de estúdio
| Memai (眩～めまい～暈)                                                              | 24 de fevereiro de 1995 (relançado em 23 de setembro de 1998) | 66 (relançamento) | —  | 5,270 (relançamento) |
| Toshiba EMI                                                                         |                                                               |                   |    |                      |
| Kagerō (蜉～かげろう～蝣)                                                           | 23 de outubro de 1996                                         | 24                | —  | 33,340               |
| Emadara (絵～エマダラ～斑)                                                          | 25 de junho de 1997                                           | 24                | —  | 28,520               |
| Jakō (麝～ジャコウ～香)                                                             | 18 de março de 1998                                           | 10                | —  | 54,230               |
| Cakera (翔～カケラ～裸)                                                             | 9 de junho de 1999                                            | 10                | 17 | 49,920               |
| Nippon Crown                                                                        |                                                               |                   |    |                      |
| Heaven (楽～ヘブン～園)                                                             | 16 de março de 2001                                           | 50                | —  | 9,120                |
| New Temptation (誘～New Temptation～惑)                                             | 24 de julho de 2002                                           | 50                | —  | 6,880                |
| "—" indica que a gravação não figurou nesta parada ou a posição não foi encontrada. |                                                               |                   |    |                      |

### EPs
| Título                       | Lançamento              | Posição na Oricon | Vendas oficiais |
| Independente                 | Independente            | Independente      | Independente    |
| ---------------------------- | ----------------------- | ----------------- | --------------- |
| Kurumeku Haijin (眩めく廃人) | 25 de fevereiro de 1996 | 24                | 5,780           |
| Nippon Crown                 |                         |                   |                 |
| Glitter                      | 21 de março de 2002     | 66                | 5,300           |
| Sparks Monkey                | 23 de abril de 2003     | 75                | 4,602           |
| Material Pleasures           | 17 de março de 2004     | 89                | 3,587           |

### Singles
| "Watashi ga Kieru" (私が消える)                     | 5 de maio de 1994       | —  | limitado a 1000 cópias | Não faz parte de um álbum |
| Toshiba EMI                                         |                         |    |                        |                           |
| "Glass no Shouzō" (ガラスの肖像)                    | 9 de setembro de 1996   | 34 | 20,020                 | Kagerō                    |
| "Eve ~Last night for you~"                          | 28 de maio de 1997      | 33 | 28,080                 | Emadara                   |
| "Meet again"                                        | 12 de novembro de 1997  | 20 | 39,250                 | Jakō                      |
| "Yurenagara..." (揺れながら…)                       | 4 de fevereiro de 1998  | 25 | 29,660                 | Jakō                      |
| "Feelin' the sky"                                   | 23 de setembro de 1998  | 15 | 34,170                 | Cakera                    |
| "Breath"                                            | 1 de janeiro de 1999    | 29 | 32,730                 | Cakera                    |
| "Chimes"                                            | 17 de março de 1999     | 25 | 22,670                 | Cakera                    |
| "Virgin cry"                                        | 19 de maio de 1999      | 23 | 21,720                 | Cakera                    |
| Nippon Crown                                        |                         |    |                        |                           |
| "Shape ~in the shape of wing~"                      | 25 de outubro de 2000   | 26 | 17,110                 | Heaven                    |
| "Silent on-looker"                                  | 21 de fevereiro de 2001 | 43 | 10,140                 | Heaven                    |
| "Shinkai (深海) / Brand-new color"                  | 21 de junho de 2002     | 58 | 2,970                  | Não faz parte de um álbum |
| "—" indica que a gravação não figurou nesta parada. |                         |    |                        |                           |

## Compilações
| Laputa coupling collection +xxxk [1996-1999 Singles]       | 23 de fevereiro de 2000 | 41 | 8,290 |
| Laputa 3DISC BEST 〜1995-1999 except Coupling Collection～ | 25 de outubro de 2000   | 43 | 6,320 |
| Best AL+CLIPS 2000〜2004                                   | 28 de julho de 2004     | —  | 3,571 |
| "—" indica que a gravação não figurou nesta parada.        |                         |    |       |

## Vídeos
- Paradoxical Reality (4 de setembro de 1994)
- Hakoniwa (箱庭, 7 de julho de 1996)
- MOV(i)E ON DARKNESS (24 de julho de 1994 em VHS, 16 de maio de 2002 em DVD, relançado em 9 de novembro de 2011)
- CLIPS OF CRUNCH L∞P (18 de março de 1993 em VHS, 16 de maio de 2002 em DVD, relançado em 9 de novembro de 2011)
- CLIPS OF CRUNCH L∞P II (9 de junho de 1999 em VHS, 16 de maio de 2002 em DVD, relançado em 9 de novembro de 2011)
- CLIPS OF CRUNCH L∞P III (6 de dezembro de 2000 em VHS, 24 de abril de 2002 em DVD)
- Heaven to Perfection (21 de novembro de 2001 em VHS, 24 de abril de 2002 em DVD)
- ALL BURST (15 de dezembro de 2004)[8]

## Demos
- "Saddist no Yume" (Saddistの夢, 4 de setembro de 1993)
- "Naraku no Soko" (奈落の底, 20 de dezembro de 1993)